# اشتباكات غزة وإسرائيل (مايو 2019)
اشتباكات غزة وإسرائيل هو تصعيد عسكري بين إسرائيل وحركات المقاومة الفلسطينية في قطاع غزة بدأ فعليًا يوم الجمعة الموافق للثالث من أيّار/مايو 2019 وانتهى الساعة 4.5 فجر يوم الاثنين من أيار/مايو 2019. تخلّل التصعيد قصف متبادل بين إسرائيل والمقاومة الفلسطينية في قطاع غزة.

## الاشتباكات

### الجمعة (3 أيار/مايو)
بدأت الاشتباكات خِلال مسيرة العودة يوم الجمعة الموافق للثالث من أيّار/مايو 2019 حينمَا قامَ جنودٌ من جيش الاحتلال الإسرائيلي بالاستهداف المُباشر لمحتجين فلسطينيين اثنين مما أدى إلى استشهادهِما في وقتٍ لاحق فقامَ قناص فلسطيني من جنوب غزة بالرد على هذا الاستهداف من خِلال إصابة جنديين إسرائيليين بجراح متفاوتة الخطورة. تطوّرت الأمور بعدما قامَ الطيران الحربي الإسرائيلي بتنفيذِ غارة جويّة على موقعٍ لكتائب القسام الجناح العسكري لحركة المقاومة الإسلامية حماس وسطَ قطاع غزة.

### السبت (4 أيار/مايو)
معَ صباح يوم السبت؛ ردّت المقاومة الفلسطينية على الغارة الإسرائيلية البارحة من خلال عشرات الصواريخ التي أُطلقت من قطاع غزة باتجاه البلدات الحدوديّة وبخاصّة مدينة عسقلان ثمّ عاودت إسرائيل غاراتها مُجددًا فأوقعت شهيدًا فلسطينيًا وعددًا غير معروف من الجرحى كما قالَ جيش الاحتلال إنّه استهدفَ قاذفتي صواريخ في غزة بينما قصفت دباباته عدة مواقع عسكرية تابعة لحركة حماس.

### الأحد (5 أيار/مايو)
شنّت طائرات حربية إسرائيلية سلسلة غارات على مواقع في وسط وجنوب قطاع غزة كما قصفت طائرات الاحتلال مباني مدنية بعددٍ من الصواريخ مما أدى إلى تدميرها. قصفُ الاحتلال الإسرائيلي المُباشر لمنازل المدنيين تسبّبَ في استشهاد طفلة تُدعى صبا محمود أبو عرار لم تتجاوز العامين بعد بالإضافة إلى استشهادِ والدتها فلسطين صالح أبو عرار (37 عامًا) والتي كانت حاملةً بولدٍ حينمَا تمّ استهدافُ منزلها.
ردّت المقاومة الفلسطينية على العُدوان الإسرائيلي من خِلال إطلاق رشقات صواريخ على بلدت حدوديّة ونجحت في تدميرِ مبنى في أسدود مُخلفةً بذلك عددًا غير معروف منَ الجرحى. واصلت المقاومة في عشيّة يوم الأحد دكّ البلدات الإسرائيلية بالصواريخ ردًا على الاستهداف الإسرائيلي المُتعمّد للمدنيين العُزّل والذي تسبّبَ من جديد في استشهاد أحد أعضاء حركة حماس بعد استهدافِ سيّارته بالإضافةِ إلى استشهاد فلسطينيين اثنين في قصفٍ استهدفَ مجموعة من المواطنين شرق مدينة غزة.
عادت إسرائيل لقصفِ المنازل في غزّة حيثُ استهدفت مبنى الأمن الداخلي داخل قصر الحاكم كما دمّرت منزلًا آخر لعائلة مشتهى ومنزل ثالث لعائلة أبو قمر بشارع الصناعة بحي تل الهوى فردّت المقاومة الفلسطينية من خلال عشرات الصواريخ التي سقطت على عددٍ من البلدات مُتسبّبةً في مقتل ثلاث مستوطنين إسرائيليين في عسقلان وعددٍ من الجرحى كما قُتل إسرائيليّ آخر في أسدود بعدَ سقوط صاروخٍ للمقاومة على منزله. من جهة أخرى؛ استهدفت كتائب القسام مركبة عسكرية بصاروخ موجه من نوع كورنيت شمال غزة ونجحت في إصابتهِا إصابةً مباشرة كما نشرت فيديو ثانٍ يُظهر المقاومة وهيَ تستهدفُ ناقلة جند للاحتلال قبل أن تشتعلَ فيها النيران بالكامل.

## خفض التصعيد
بحلول الساعة الرابعة والنصف من فجر يوم الإثنين الموافق للخامس من أيّار/مايو توصّلت فصائل المقاومة في غزة وإسرائيل إلى اتفاقٍ لوقفِ إطلاق النار برعاية مصرية حيثُ يقضي بوقف غارات الاحتلال مُقابلَ توقف إطلاق الصواريخ من قبل المقاومة أيضًا. من جهة أخرى ذكرَ أبو مجاهد وهوَ الناطق باسم لجان المقاومة الشعبية أنّ إسرائيل حاولت مُجددًا وضعَ مسيرات العودة وشرطَ وقفها على طاولة المفاوضات من أجلِ التهدئة لكنّ الفصائل الفلسطينية رفضت الخيار منذُ البداية، فيمَا تحدثت وسائل إعلام عبريّة عن قيامِ جيش الاحتلال بإزالة نسبيّة للحواجز التي كانَ قد وضعها قرب المناطق المحاذية للقطاع كما عادت القطارات للعمل كالمعتاد.

## ردود الفعل

### دولية
- الولايات المتحدة، أكد الرئيس الأمريكي دونالد ترامب حق إسرائيل في الدفاع عن نفسها، قائلاً «نحن ندعم إسرائيل 100٪ في دفاعها عن مواطنيها». وندد بحماس والجهاد الإسلامي باعتبارهما «مجموعات إرهابية» ودعا أهالي غزة إلى «إنهاء العنف».[19]
- الاتحاد الأوروبي، دعت فيديريكا موغيريني الممثل السامي للشؤون الخارجية والسياسة الأمنية للاتحاد الأوروبي الفصائل الفلسطينية في غزة إلى الكف فورًا عن شن "هجمات صاروخية عشوائية" ضد إسرائيل، وأن "هذه الهجمات تثير معاناة لا توصف للإسرائيليين" وأن ""الاتحاد الأوروبي يكرر التزامه الأساسي بأمن إسرائيل". كما ذكرت دعم الاتحاد الكامل لجهود الوساطة لوقف إطلاق النار في مصر.[20]